# 折原有佐
折原 有佐（おりはら ありさ 、1月31日 - ）は、OSK日本歌劇団の元娘役スター。大阪府阪南市出身。A型。旧芸名：折原 史緒（しお）。

## 略歴
- 1996年 - 日本歌劇学校入学。第71期生。
- 1998年 - OSK日本歌劇団入団。近鉄劇場『ニューオーリンズの賑わい!』で初舞台を踏む。当時の芸名は折原史緒。当時の娘役・月川夏緒から一字をとる。[1]
- 2003年 - 折原有佐に改名。
- 2010年 - 美砂まり、平松沙理とともに娘役ユニット「ブルーパンサー」のメンバーに選抜され、同年8月、CDシングル「La Maschera」をリリース。
- 2015年 - 娘役スター・牧名ことりの退団に伴い、娘役の最上位に昇格。
- 2017年 - 近鉄アート館『Let's Hang Out!』で男役スター・桐生麻耶とともにW主演を務め、本公演千秋楽をもって退団。

## 主な舞台
- 2005年7月 - 世界館『Stardust Revue』
- 2007年1月 - 世界館『青春の残光』
- 2008年7月 - 南座『レビューin KYOTO II』「源氏千年夢絵巻 輪舞曲」大君役
- 2008年12月 - 世界館『Stardust Revue』
- 2009年3月 - 松竹座『レビュー春のおどり』「桜彦翔る!」稚姫役
- 2009年7月 - 南座『レビュー in KYOTO III』
- 2009年9月 - 世界館『STAR★MINE』アリッサ役
- 2009年10月 - UmedaAKASO『MAO TAKASE LIVE』
- 2010年1月 - サンケイホール『YUKIMURA』桔梗役
- 2010年4月 - 松竹座『レビュー春のおどり』「桜彦翔る! エピソードII」地獄太夫役
- 2010年5月 - OBP円形ホール『バンディット!』朱美役
- 2010年7月 - 南座『レビュー in KYOTO IV』「RYOMA」お田鶴役
- 2010年8月 - UmedaAKASO　ブルーパンサーデビューライブ『La Maschera』
- 2010年12月 - 大阪国際交流センター大ホール『女帝を愛した男』ダーシュコワ役
- 2011年4 月 - 松竹座『レビュー春のおどり』
- 2011年7月 - 南座『レビュー虹のおどり』
- 2011年10月～11月 - たけふ菊人形グランドレビュー2011『信長疾風伝 戦国の絆』茶々役
- 2012年7月 - 南座『レビュー in KYOTO』「シンデレラ・パリ」ミシェリーヌ役
- 2014年2～3・6月 - 『カルディアの鷹』ロザリア役
- 2014年8月 - 新橋演舞場『レビュー夏のおどり』
- 2014年10～11月 - たけふ菊人形グランドレビュー2014『愛の翼』マリア役
- 2014年12月 - ラグナヴェールOSAKA『CHRISTMAS PREMIUM SHOW』
- 2015年2～4月 - OSK SHOW inオ・セイリュウ『MY FLOOR』リンダ役
- 2015年6月 - 松竹座『レビュー春のおどり』
- 2015年7月 - OSK REVUE CAFE
- 2015年7～9月 - OSK SHOW inオ・セイリュウ『Ren』
- 2015年11月 - 南座『OSKレビュー in KYOTO』
- 2016年5月 - 松竹座『レビュー春のおどり』
- 2016年7月 - 新橋演舞場『レビュー夏のおどり』
- 2016年10～11月 - レビュー2016『レジェンド 愛の神話』
- 2017年1～2月 - 近鉄アート館『REVUE JAPAN』
- 2017年1～2月 - 『真・桃太郎伝説 鬼ノ城』阿曽姫役
- 2017年4月 - 近鉄アート館『Let's Hang Out!』

## OSK日本歌劇団退団後の主な活動

### 舞台
- 2025年5月、大阪松竹座『OSK日本歌劇団 OG公演「Forever Dream」』[2][3]